# Лаперуз, Филипп Пико де
Филипп Пико де Лаперуз (фр. Philippe Picot de Lapeyrouse, 20 октября 1744 — 18 октября 1818) — французский натуралист (естествоиспытатель), ботаник, орнитолог и минералог.

## Имя
Встречаются разные формы записи имени Лаперуза:
- фр. Philippe Picot de Lapeirouse,
- фр. Philippe Picot de la Peyrouse,
- фр. Philippe Picot de la Peirouse.

## Биография
Филипп Пико де Лаперуз родился в Тулузе 20 октября 1744 года.
Лаперуз проводил большую часть своего времени в поездках и учёбе. В 1781 году он опубликовал «Description de plusieurs nouvelles espèces d’orthocératites et d’ostracites» (Эрланген), которое было посвящено ископаемым раковинам.
Его орнитологические наблюдения приведены в «Dictionnaire des oiseaux» (с фр. — «Словарь птиц»), опубликованном в рамках «Encyclopédie méthodique».
В 1786 году Лаперуз опубликовал «Traité sur les mines de fer et les forges du comté de Foix». Филипп Пико де Лаперуз был корреспондентом Французской академии наук.
В 1789 году он был уже опытным натуралистом и минералогом, членом Академий наук в Стокгольме и Тулузе. В 1796 году основал Тулузский музей. В 1799 году была опубликована его работа «Tables méthodiques des oiseaux: observés dans le départment de la Haute-Garonne».
Указом первого консула Французской Республики Наполеона Бонапарта от 5 флореаля VIII года (5 апреля 1800 года) назначен мэром Тулузы и оставался в этой должности до 24 июля 1806 года.
В 1806 году Лаперуз был избран сопровождающим Академии флоралий.
В 1813 году была опубликована его работа «Histoire abrégée des plantes des Pyrénées et itinéraire des botanistes dans ses montagnes», а в 1818 году — «Histoire abrégée des plantes des Pyrénées, et itinéraire des botanistes dans ces montagnes», Volume 2. В том же году опубликована его работа «Supplément à l’Histoire abrégée des plantes des Pyrénées».
Филипп Пико де Лаперуз умер в муниципалитете Лаперуз-Фосат 18 октября 1818 года.

## Научная деятельность
Филипп Пико де Лаперуз специализировался на папоротниковидных и на семенных растениях.

## Научные работы
- Mémoires d’histoire naturelle: Description de quelques crystallisations. Histoire naturelle du Lagopède. Description de quelques plantes des Pyrénées (1774—1778).
- Description de plusieurs nouvelles espèces d’orthocératites et d’ostracites (1781).
- Traité sur les mines de fer et les forges du comté de Foix (1786)[7]
- Mémoire sur la mortalité des ormes dans les environs de Toulouse (1787).
- Histoire des plantes des Pyrénées (1791).
- Figures de la flore des Pyrénées, avec des descriptions (1795).
- Voyage au Mont-Perdu et dans la partie adjacente des Hautes-Pyrénées (1797).
- Tables méthodiques des oiseaux: observés dans le départment de la Haute-Garonne (1799)[7].
- Histoire abrégée des plantes des Pyrénées et itinéraire des botanistes dans ses montagnes (1813)[7].
- Considérations sur les lycées, surtout par rapport aux départements (1815) Imprimé par le Conseil général de la Haute-Garonne et envoyé aux députés.
- Histoire abrégée des plantes des Pyrénées, et itinéraire des botanistes dans ces montagnes, Volume 2 (1818)[7].
- Supplément à l’Histoire abrégée des plantes des Pyrénées (1818)[7].
- Extraits de sa correspondance avec D. Villars (1861).